# Comunitat de municipis de l'Alt Trégor
La Comunitat de municipis de l'Alt Tregor (en bretó Kumuniezh kumunioù Treger Uhel) és una estructura intercomunal francesa, situada al departament de les Costes d'Armor a la regió Bretanya, al País de Trégor Goëlo. Té una extensió de 147,79 kilòmetres quadrats i una població de 15.778 habitants (2006).
Fou creada l'1 de gener de 2013 de la unió de les comunitats de municipis del País Rochois i de Trois-Rivìeres.

## Composició
Agrupa 15 comunes :
- Camlez
- Coatréven
- Hengoat
- Langoat
- Lanmérin
- La Roche-Derrien
- Minihy-Tréguier
- Penvénan
- Plougrescant
- Plouguiel
- Pommerit-Jaudy
- Pouldouran
- Tréguier
- Trézény
- Troguéry